# Parafia św. Aleksandra Newskiego w Poczdamie
Parafia św. Aleksandra Newskiego – parafia prawosławna w Poczdamie, w jurysdykcji Rosyjskiego Kościoła Prawosławnego. 